# Efferia brunnescens
Efferia brunnescens är en tvåvingeart som först beskrevs av Stanley Willard Bromley 1929.  Efferia brunnescens ingår i släktet Efferia och familjen rovflugor.
Artens utbredningsområde är Kuba. Inga underarter finns listade i Catalogue of Life.